# Chinese International 2016
Die Chinese International 2016 im Badminton fanden vom 19. bis zum 24. Januar 2016 in Lingshui statt.

## Sieger und Platzierte
| Disziplin    | Gold                    | Silber                 | Bronze                         |
| ------------ | ----------------------- | ---------------------- | ------------------------------ |
| Herreneinzel | Lin Guipu               | Zhao Junpeng           | Liu Haichao                    |
| Herreneinzel | Lin Guipu               | Zhao Junpeng           | Ye Binghong                    |
| Dameneinzel  | Hui Xirui               | Gao Fangjie            | Ji Shuting                     |
| Dameneinzel  | Hui Xirui               | Gao Fangjie            | Li Yun                         |
| Herrendoppel | Wang Yilu Zhang Wen     | Wang Sijie Zhu Junhao  | Ruud Bosch Oliver Leydon-Davis |
| Herrendoppel | Wang Yilu Zhang Wen     | Wang Sijie Zhu Junhao  | Fan Qiuyue Ren Xiangyu         |
| Damendoppel  | Chen Qingchen Jia Yifan | Hu Yuxiang Xu Ya       | Chen Lu Zhou Chaomin           |
| Damendoppel  | Chen Qingchen Jia Yifan | Hu Yuxiang Xu Ya       | Cao Tongwei Tong Hao           |
| Mixed        | Wang Sijie Chen Lu      | Zhou Haodong Jia Yifan | Đỗ Tuấn Đức Phạm Như Thảo      |
| Mixed        | Wang Sijie Chen Lu      | Zhou Haodong Jia Yifan | Fan Qiuyue Zhou Chaomin        |